# Blanský les

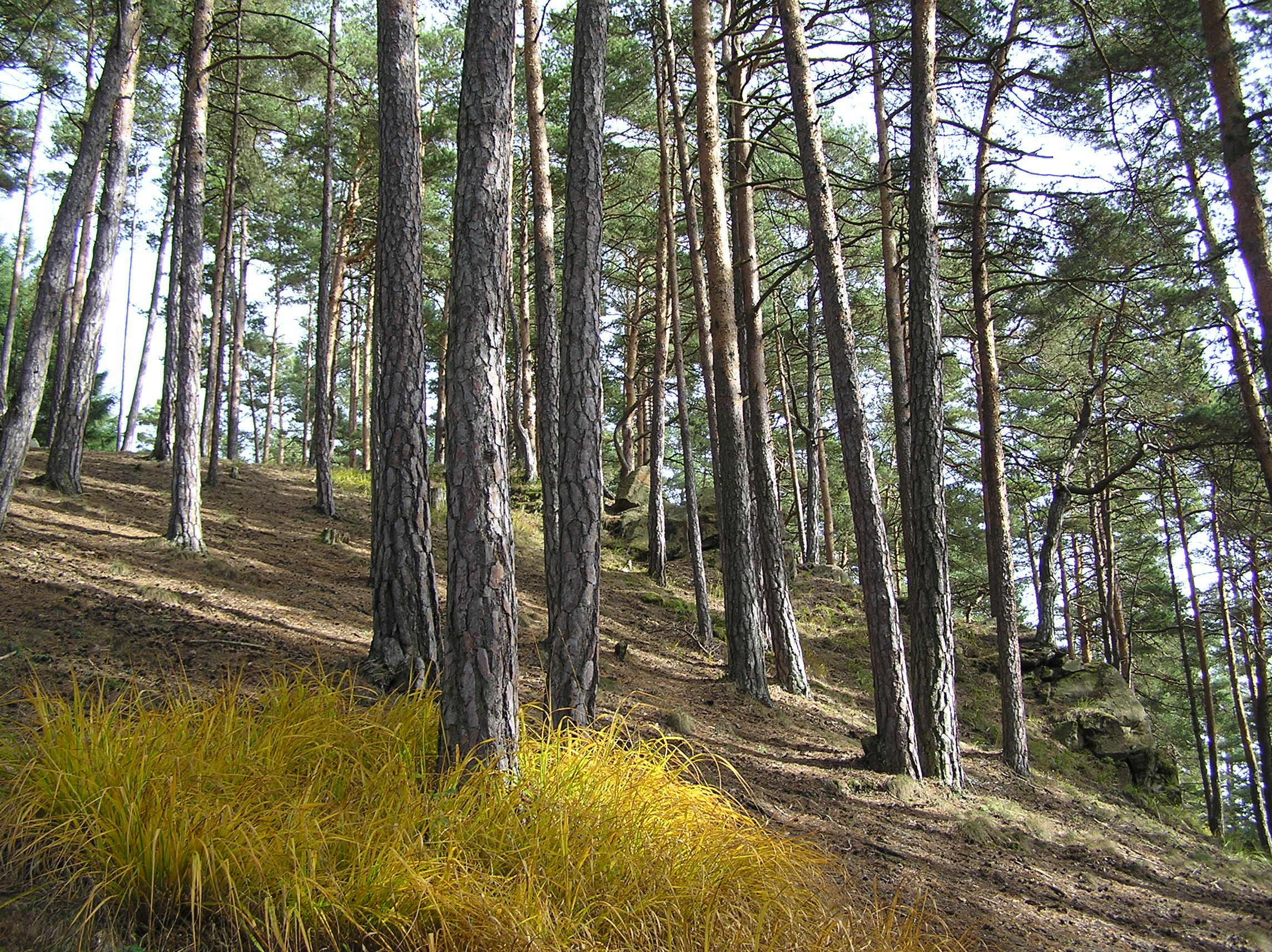
Wald im Naturreservat Holubovské hadce im Blanský les

Der Blanský les (früher Plánský les, deutsch Blansker Wald, auch Plansker Wald) ist ein nordöstliches Vorgebirge des Böhmerwaldes. Der höchste Gipfel ist mit 1083 m der Berg Kleť (Schöninger). Der Gebirgszug weist eine nach Südosten offene Hufeisenform auf, in dessen Zentrum die vom Křemžský potok durchflossene Křemžská kotlina (Kremser Becken) liegt.
Der Name leitet sich von dem Hof Plánský ab, der südwestlich unterhalb des Kleť auf einer Lichtung auf dem Sattel zum Ohrada (Mittlerer Hochgahet, 886 m), Bílý kámen (Weißer Stein, 930 m) und Pískový vrch (Sandberg, 803 m) liegt und von einem rosenbergischen Untertanen namens Václav Plánský 1539 gegründet wurde. Nach diesem Hegerhaus wurde der Kleť auch als Plánská hora bezeichnet. Aus der ursprünglichen Bezeichnung Plánský les bzw. Plansker Wald entwickelte sich im Laufe der Zeit die heutige Bezeichnung Blanský les.
Der Blansker Wald befindet sich nördlich der Stadt Český Krumlov (Krumau an der Moldau). Er erstreckt sich nach Norden bis in die Nähe von Netolice (Nettolitz) und umfasst Teile der Bezirke Český Krumlov, České Budějovice (Budweis) und Prachatice (Prachatitz). Der Blanský les geht nach Nordosten in die Českobudějovická pánev über. Im Südosten bildet das Tal der Moldau, im Süden der Chvalšinský potok (Kalschinger Bach) und im Westen der Netolický potok (Nettolitzbach) eine natürliche Grenze. Nach Süden schließt sich im Böhmerwald das entvölkerte Terrain des größten tschechischen Truppenübungsplatzes Boletice an.
Geologisch handelt es sich um ein „Granulitgebirge“ mit untergeordneten Vorkommen von Serpentinit und Marmor. Das Gebirge ist überwiegend mit Buchenwäldern bestanden.
Im Blanský les wurde 1990 das gleichnamige Landschaftsschutzgebiet mit einer Fläche von 212,35 km² eingerichtet. Innerhalb dieses Landschaftsschutzgebietes bestehen die Naturreservate Vyšenské kopce, Kleť, Dívčí Kámen, Kalamandra, Bořinka, Holubovské hadce, Jaronínská bučina, Vysoká Běta, Šimečkova stráň, Dobročkovské hadce, Na stráži, Horní luka, Mokřad u Borského rybníka, Malá skála, Ptačí stěna. In dem Gebirge befindet sich die – mit über 3000 Nestern auf etwa 300 ha – größte Kolonie der Gebirgswaldameise in Tschechien.
Zu den bedeutendsten kulturhistorischen Orten des Blansker Waldes zählen neben der Stadt Český Krumlov, das Bauernbarockdorf Holašovice (Hollschowitz), der Kleť, das Kloster Zlatá Koruna (Goldenkron) sowie die Ruinen der Burgen Dívčí Kámen (Maidstein) und Kuklov (Kugelweid).